# Nagamu Nanaji
Nagamu Nanaji (Hyogo, 19 febbraio ...) è una fumettista giapponese.
Debutta come autrice di shōjo manga per la Shūeisha (con cui rimarrà per tutta la sua carriera creando storie brevi fra cui "Parfait Tic" che la porterà alla fama anche in Occidente.
Ha un tratto molto aggraziato e particolareggiato con cui crea disegni accattivanti e gradevoli.
Nel 1993 vediamo il suo primo manga Ai ga areba (Finché c'è l'amore).
Continua a realizzare altre storie brevi che nel 1995 vengono raccolte in un unico tankōbon che ha lo stesso titolo della storia del suo debutto.
Tra il 1995 e il 1996 continua a pubblicare altre brevi storie sulla rivista Margaret, che poi vengono raccolti in un volumetto intitolato Complex Lolita (composto da 4 storie) che uscirà nelle librerie nel settembre 1996.
Nel novembre 1997 pubblicano in un unico volume Mix Juice Mitai (Voglio sembrare un mix juice).
Nel 1998 le viene pubblicata Hare Nochi Hare in 2 volumi.
Nel settembre 1999 esce Manatsu no tamagotachi (Le uova di mezza estate), una raccolta di 3 brevi racconti.
Nel 2000 inizia la pubblicazione della sua opera più importante Parfait Tic che continuerà per circa 7 anni. In Giappone per l'enorme successo riscontrato, gli è stato dedicato anche un drama-cd uscito nel 2004.
Nel 2014 esce il primo volume del manga shojo Aruito Moving Forward, pubblicato in Italia dalla casa editrice "Star Comics".
Attualmente la Nanaji è impegnata con la serie Koibana! Koiseyo Hanabi.
Questo manga ha goduto anche di una trasposizione "drama vocale" ad opera del Voice Comic Station della Shūeisha.